# Distrito electoral de Albion n.º 2
Albion n.º 2 (en inglés: Albion No. 2 Precinct) es un distrito electoral ubicado en el condado de Edwards en el estado estadounidense de Illinois. En el Censo de 2010 tenía una población de 749 habitantes y una densidad poblacional de 19,78 personas por km².

## Geografía
Albion n.º 2 se encuentra ubicado en las coordenadas 38°24′44″N 88°6′11″O / 38.41222, -88.10306. Según la Oficina del Censo de los Estados Unidos, Albion n.º 2 tiene una superficie total de 37,86 km², de la cual 37,79 km² corresponden a tierra firme y (0,18%) 0.07 km² es agua.

## Demografía
Según el censo de 2010, había 749 personas residiendo en Albion n.º 2. La densidad de población era de 19,78 hab./km². De los 749 habitantes, Albion n.º 2 estaba compuesto por el 99,07% blancos, el 0,13% eran afroamericanos, el 0,13% eran amerindios, el 0,13% eran asiáticos, el 0,27% eran de otras razas y el 0,27% pertenecían a dos o más razas. Del total de la población el 0,67% eran hispanos o latinos de cualquier raza.